# 康氏孔雀鯛
康氏孔雀鯛，為輻鰭魚綱鱸形目隆頭魚亞目慈鯛科的其中一種，分布於非洲馬拉威湖Mbenji島流域，為特有種，體長可達9.2公分，棲息在沙石底質水域，雄魚具有領域性，雌魚成小群在雄魚地盤內活動，以小型無脊椎動物為食。

## 擴展閱讀
維基物種上的相關：康氏孔雀鯛